# Torre de Castellnou de Bages
La torre de Castellnou de Bages és un edifici de Castellnou de Bages (Bages) declarat bé cultural d'interès nacional. Juntament amb altres restes conforma un castell que s'aixeca dalt d'un carener en un indret dominant de la vall del Llobregat. Fou una fortificació des de mitjan segle x, anomenat llavors castell del Buc (de «Bugo» o «Buco»), que actuava de guaita per a prevenir atacs enemics, precedent del nom Castellnou.

## Història
Aquest castell no apareix documentat fins a principis del segle xi, l'any 1001, dins el terme de Buc (Buco, Bugo o Bugu). Aquest, documentat des del 952, no tenia castell propi per tenir a prop el Castell d'Or al límit amb Santpedor. En ésser destruït aquest per Al-Mansur el 999, empenyé a la construcció del castell de Castellnou. El domini eminent estava en mans dels comtes de Barcelona, que l'infeudaren a Guifré de Cerdanya.
El domini feudal era a mans de la família Balsareny. Està documentat que l'any 1020 Guifré de Balsareny el va vendre a la seva muller Ingilberga. Aquesta dama el deixà en testament l'any 1038 al seu fill Bernat Guifré de Balsareny. L'any 1045, per herència, quedà incorporat al patrimoni del vescomtat de Barcelona fins que l'hereu del patrimoni Berenguer de Guàrdia, l'any 1187, el deixà en testament a Arbert de Castellvell en alou franc i lliure. S'ignora com passà a mans del rei però l'any 1246, el rei Jaume I el permutà al bisbat de Vic per diverses propietats a València, juntament amb el castell i la vila de Sallent. Els bisbes uniren el castell de Castellnou de Bages, el castell de Sallent i el castell d'Artés, que ja posseïen, sota una mateixa baronia.
L'any 1321, el bisbat de Vic requerirà al rei Jaume II la confirmació de la jurisdicció dels tres castells. El domini del bisbat de Vic pervisqué fins a la desaparició dels senyorius jurisdiccionals.

## Arquitectura
De l'antic castell només en resta una gran torre cilíndrica dalt d'un turó amb bones vistes, força malmesa, amb restes de murs i fossat de l'estructura primitiva tot al seu voltant. Està assentada en un terreny abrupte, amb desnivell. Al voltant de la torre hi ha restes de d'edificacions molt malmeses que es creu que formarien part de l'estructura primitiva.
La torre, de secció circular, té uns 12 m d'alçada i un diàmetre exterior de 703 cm., mentre que al seu interior és de 213 cm. El gruix del mur és de 245 cm. i consta de tres pisos que van reduint la seva alçada a mesura que creixen en altura. No existeixen obertures tot i que sembla que devia comptar amb una porta a l'altura del segon pis. L'aparell està fet a base de blocs de pedra disposats en fileres i units amb morter gris. Hi ha restes d'arrebossat en els murs exteriors.
L'alçada és menor en cada nivell; el superior és el més baix. No es conserven vestigi d'obertures però es creu que només devia tenir una porta encarada a llevant a l'altura del segon tram. Atesa la manca de finestres, devia tenir un terrat o galeria des d'on atalaiar els voltants i fer senyals. L'aparell és fet amb blocs de pedra escantonats disposats en rengleres horitzontals i fixats amb un morter molt compacte de calç i sorra. Als paraments externs hi ha grans clapes de morter que denoten que la torre havia estat totalment arrebossada a l'exterior. Pel que fa a la datació, aquesta torre s'integra plenament a les construccions militars del segle xi.
A la banda de migjorn de la torre hi ha restes d'una construcció rectangular amb murs de 110 cm de gruix que s'enfonsen uns 70 cm a partir del nivell del sòl. El rectangle fa 290 cm d'amplada en la cara de ponent. La mida de les altres cares no es pot determinar tot i que el mur sud s'estira fins a 435 cm i el nord fins a 245 cm. A llevant de la torre, situat en el pendent, hi ha un mur de 6,60 m de llarg i 1 m d'alt que devia ser un mur de contenció. L'aparell és més desordenat que el de la torre, amb filades horitzontals amb la majoria de blocs ajaguts. Els carreus, aquí, són fixats amb fang. El turó on s'alça la torre, sobretot a migjorn, és tallat per un vall (fossat) en forma de "V".